# زفورنيك
زفورنيك (بالصربية: Зворник) هي مدينة في شمال شرق البوسنة والهرسك وتقع المدينة في منطقة جمهورية صرب البوسنة على الضفة اليسرى من نهر درينا الذي يشكل الحدود مع صربيا ووفقا للنتائج الأولية للتعداد البوسنة عام 2013 المدينة لديها 12,674 والبلدية 51.918 نسمة

## التاريخ
ذكرت زفورنيك لأول مرة في عام 1410، على الرغم من أنه كان يعرف باسم زفونيك ("برج الجرس") في ذلك الوقت. وقد جعل الموقع الجغرافي للمدينة حلقة وصل هامة بين البوسنة والشرق. فعلى سبيل المثال، يمر الطريق الرئيسي الذي يربط بين سراييفو وبلغراد عبر المدينة.

### الحكم العثماني
خلال الفترة العثمانية، كانت زفورنيك عاصمة سانجاك زفورنيك (منطقة إدارية) داخل إيالة البوسنة. وكان هذا هو الحال في المقام الأول بسبب الدور الحاسم للمدينة في الاقتصاد والأهمية الاستراتيجية لموقع المدينة.

### الحرب البوسنية
خلال الحرب البوسنية (1992-1995) طرد السكان البوسنيون من زفورنيك. وبدأ الهجوم العسكري للجماعات شبه العسكرية التي جاءت من صربيا على البوسنيين.
وخلال نيسان / أبريل 1992، أفادت العديد من محطات الأنباء الأوروبية يوميا عن هجمات صربية مسلحة وعمليات قتل جماعي للسكان البوسنيين في زفورنيك والقرى المحيطة بها  وفي 19 أيار / مايو 1992، احتل الجيش الوطني اليوغوسلافي المشترك والجماعات الصربية شبه العسكرية زفورنيك وخلال الحرب دمرت القوات الصربية المساجد في المدينة وما حولها.

## أعلام
- سجاد صاليحوفيتش
- زلاتكو يونوزوفيتش
- سعيد حسينوفيتش
- ماركو شتشكيتش
- دانييل تشولوم
- يحيى طاشليجه لي